# Caserna del Bruc
La caserna del Bruc és un edifici del barri de Pedralbes de Barcelona, catalogat com a bé d'interès documental (categoria D). Pertany a la Quarta Regió Militar de l'Exèrcit de Terra espanyol i també allotja l'Arxiu Intermedi de la Regió Militar Pirinenca.

## Història i descripció

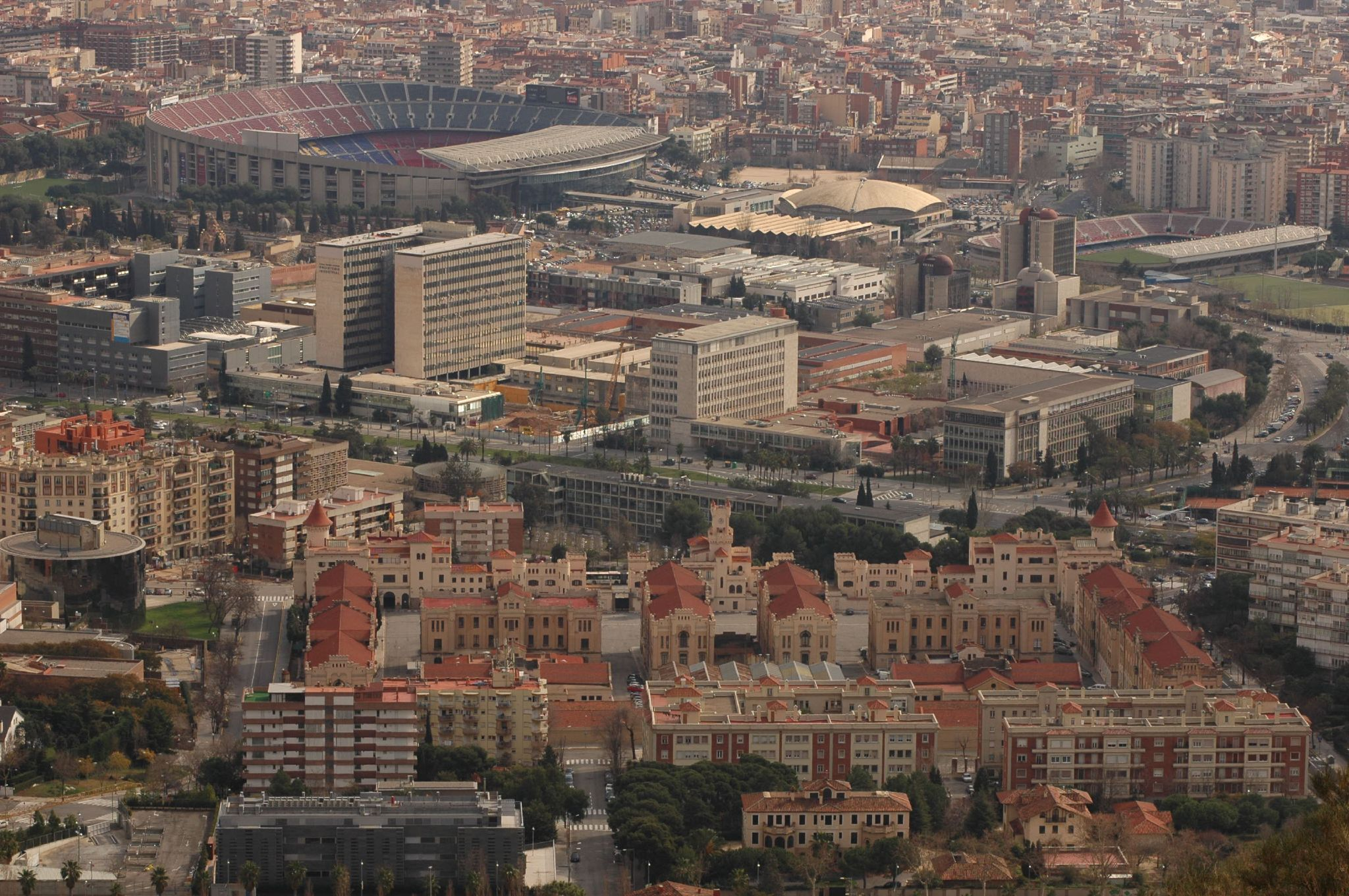
La caserna del Bruc vista des de sant Pere Màrtir

Va ser projectada per dos enginyers militars, el coronel Vicenç Martorell i Portas i el seu fill, el tinent Vicenç Martorell i Otzet, i es va construir entre els anys 1928 i 1930, obtenint la medalla d'argent a l'Exposició Internacional de Barcelona de 1929. Amb capacitat per allotjar 400-600 unitats d'infanteria en vuit pavellons i una superfície edificada de 5,31 ha, aquesta caserna responia a la necessitat de treure les antigues casernes del nucli antic de la ciutat, traslladar-les a una zona poc urbanitzada però amb gran importància estratègica, car es trobava a l'entrada de Barcelona per l'avinguda Diagonal i a prop del recentment construït Palau Reial de Pedralbes.
Està envoltada per un mur de tanca amb garites de vigilància, i l'accés principal es troba a l'avinguda de l'Exèrcit, donant pas a una gran esplanada. Aquesta façana presenta diversos cossos simètrics situats en referència a la torre central, coronada per merlets, amb garites als angles. Els cossos es presenten en diferents alçades, amb dues plantes més les torres miradors de quatre pisos rematades per una cúpula, que reforcen les cantonades. En general, es tracta d'una iconografia medievalitzant, recreant una imatge idíl·lica de castell.
A l'interior, hi ha diverses construccions separades per carrers que formen una retícula rectangular. Per la banda dels carrers del Gran Capità i de González Tablas (a la cantonada dels quals hi ha un accés secundari), i paral·lels a aquests, es bastiren uns grans edificis aïllats de tres plantes amb cobertes de doble vessant. Les façanes presenten un aspecte sobri amb alguns detalls medievalitzants remarcats als testers centrals rematats per merlets, així com als escuts d'armes i als arcs de mig punt. En canvi, a la banda del carrer de Sor Eulàlia d'Anzizu els edificis són simples barracons d'una planta.

### Propostes de desmilitarització
El solar i les instal·lacions pertanyen al Ministeri de Defensa, i el 2008 l'Ajuntament de Barcelona, encapçalat per l'equip de Jordi Hereu, en sol·licità la cessió per a usos socials. La ministra Carme Chacón va desestimar la petició l'any següent per raons d'ús militar. Posteriorment, el consistori dirigit per Xavier Trias, amb el suport de l'alcalde de Tremp, plantejà el trasllat del regiment d'infanteria de muntanya a l'Acadèmia de Talarn.

### Sorteig d'una prostituta
El 7 de desembre de 2022 va sortir a la llum un escàndol, succeït quinze dies abans, quan un caporal i un sergent de la caserna van organitzar una rifa, el premi de la qual era una cita amb una prostituta amb motiu de la Puríssima, festivitat celebrada entre les companyies de fusellers. Al recapte, organitzat a través d'un xat de whatsapp, hi van participar una setantena de militars i s'hi van publicar comentaris masclistes. L'endemà, l'exèrcit espanyol va anunciar que es portaria el cas davant de la Fiscalia Superior de Catalunya, mentre que la consellera d'Igualtat i Feminismes de la Generalitat de Catalunya Tània Verge va demanar «més formació en igualtat», la batllessa de Barcelona Ada Colau va expressar el desig que es depuressin responsabilitats per uns fets que el ministre de l'Interior espanyol Fernando Grande-Marlaska va considerar com a «absolutament rebutjables». Dos dies més tard, la ministra Margarita Robles va expressar que s'obriria una investigació interna i que s'expulsaria de l'exèrcit els organitzadors un cop la Fiscalia els identifiqués. El 15 de març del 2023, aquesta va arxivar el cas, després que es determinés que el premi era en realitat una panera de Nadal. El dictamen va manifestar que tampoc es veia «cap discurs d'odi», però, en canvi, no es va pronunciar sobre les responsabilitats disciplinàries que se'n podrien derivar. El 15 de febrer del 2024, poques setmanes després que s'acabés d'instruir l'expedient intern, la resolució ferma determinà un arrest entre quinze dies i un mes, per a un sergent i un caporal, per haver comès «actes contraris a la dignitat militar susceptibles de produir descrèdit o menyspreu a les forces armades», d'acord amb les disposicions del punt 27 de l'article 7 del règim disciplinari de l'exèrcit espanyol.